# Halirrhotios
Dans la mythologie grecque, Halirrhotios (en grec ancien Ἁλιρρόθιος/Halirrhóthios) est le fils de Poséidon et de la nymphe Euryté.

## Mythe
Il est connu pour avoir violé Alcippe, fille d'Arès et d'Aglaure. Lorsqu'Arès le surprend en flagrant délit, il le tue. Poséidon réclame réparation auprès de Zeus, et le tout premier procès voit Arès comme accusé, sur l’Aréopage. Les Olympiens le jugent, et grâce à la défense d'Hermès, Arès est acquitté.

## Sources antiques
- Pseudo-Apollodore, Bibliothèque [détail des éditions] [lire en ligne] (III, 14, 2).
- Pausanias, Description de la Grèce [détail des éditions] [lire en ligne] (I, 28, 7).
- Scolie à Euripide, Oreste (v. 1648) attribuant l’histoire à Hellanicos.
- (en + grc) Souda (lire en ligne) (entrée Ἄρειος πάγος)), attribuant lui aussi l’histoire à Hellanicos.